# منداسن (آيت القايد)
منداسن هو دُوَّار يقع بجماعة أدار، إقليم تارودانت، جهة سوس ماسة في المملكة المغربية. ينتمي الدوّار لمشيخة آيت القايد التي تضم 32 دوار. يقدر عدد سكانه بـ 128 نسمة حسب الإحصاء الرسمي للسكان والسكنى لسنة 2004.

## روابط خارجية
- البوابة الوطنية للجماعات الترابية
- المندوبية السامية للتخطيط